# Craig Colquitt
Craig Colquitt é um ex-jogador profissional de futebol americano estadunidense.

## Carreira
Craig Colquitt foi campeão da temporada de 1979 da National Football League jogando pelo Pittsburgh Steelers.